# 箱根登山鐵道1000型電聯車
箱根登山鐵道1000型電聯車（日语：／ Hakone tozan tetsudō 1000-gata densha */?），是箱根登山鐵道於1981年3月啟用的登山電車。
是與瑞士雷蒂亞鐵路貝爾尼納線結為姊妹鐵道的代表車款，並且有「BERNINA號」的稱號，1982年榮獲鐵道之友會藍絲帶獎
，1984年增購一組作為增備車，2004年進行冷氣加裝工程，同時中間曾掛2000型的中間車，變成3輛一列的編組。再1984年由於已有「BERNINA號」的稱號，因此增備車稱為「BERNINA　II」。

## 引進簡史
箱根登山鐵道於1919年6月1日開業時製造的チキ1型以及之後於1927年和1935年增購的チキ2型、チキ3型於鐵道線營運，1979年為了紀念鐵道線開業60週年，與瑞士雷蒂亞鐵路貝爾尼納線結為姊妹鐵道，並且互相參考營運模式。
另外，自1970年代初開始，私人汽車越來越普及，雖然箱根主要幹道有國道1號經過，但是多彎的山區道路，以及大量至此觀光的私家車湧入，造成嚴重交通堵塞，更影響公路大眾運輸，雖然公路運輸機動性強大，但是經常塞車導致無法準點運行，因此鐵路公司針對登山鐵道的營運模式進行了調查以及提出相關改善對策，以解決交通壅塞的問題。
在這種情況下，是箱根登山鐵道自1935年9月引入チキ2型以及チキ3型後約45年再次購入新型列車。

## 規格與構造
剛出廠時是車長15公尺，兩輛為一編組。全部都是先頭駕駛動車，型式為クモハ1000型，車輛編組參照編成表一節。

### 車體
車體長13,800mm、全長14,660mm，車體寬2,520mm・全寬2,580mm，全金屬製車體。車頂、端面與側面採用耐候鋼製造。為了上下車方便，車廂底盤與鐵軌表面距離為1,128mm，相較前較舊的車型矮，並且去除車門口的門階。
正面採用非貫通型3片大窗設計，窗戶柱設計變細，駕駛視角也因此擴大。在中央駕駛員座位窗上方安裝了一個滾動幕式列車終點指示器另外，車頭大燈內置在左右車窗的上部。每輛車每側有兩個單門，門的寬度是1,000mm，側面車窗採用一段開啟式設計，窗戶的底部離地面的高度為750mm，讓坐在座位上的兒童可以方便向外看沿途風景。在連接面側不設置通門，因為在通過半徑為30 m的彎道時很危險，使用非貫通的雙片窗戶設計另外，在長座椅的末端安裝了支柱（握桿）。

### 內裝
車門與車門之間的座椅為可旋轉「非」字型座椅，列車端部是使用長型單排座位，座椅絨布採用橘色，座椅上方設有帶不銹鋼管的行李架，在長座椅的末端安裝了握桿。
車內配色天花板採用白色，側壁採用亮面木紋，車廂地板鋪設棕色油氈。車內照明採用10個200V40W日光燈，並帶有兩個100V40W日光燈做為緊急照明用燈管，列車無裝設空調系統，裝設6台隱藏式電風扇。

### 主要設備

#### 駕駛室
駕駛室的駕駛座設在正中間，駕駛室的駕駛座與客室間設有牆面與駕駛室門區隔，駕駛室駕駛設為為駕駛台式，儀表板位於正中間，各種開關位於其前面。 儀表板周圍為黑色，其餘位置以深棕色塗裝，加大車窗改善可見度。駕駛室有兩個把手，左把手是主控制器和電子制軔（主控手柄），右邊的手柄是制軔控制器（剎車手柄）。當雙手同時放開時列車警醒設備會作動。

#### 電器設備、轉向架
高電壓電氣設備以及蓄電池安裝於奇數車輛，低壓設備與逆變器設備安裝在偶數車輛中，所有其他設備均安裝在每輛車中。即使電氣設備發生故障時，也可以在斷開電路連接後開車到車庫檢修，但緊急狀況下也可單輛行駛，雖然是2輛一組組成，但不是固定編組。
由於鐵道線的電壓在剛啟用本型車時小田原站到箱根湯本站間是使用直流1,500V，而箱根湯本站到強羅站是使用直流600V，因此箱根湯本站設有中性區間。在舊有車輛中，切換是手動完成的，但在「BERNINA號」使用了一種稱為電壓檢測繼電器的裝置，以便可以自動切換主電路和輔助電路。但設計上是使用750伏特設計。
牽引馬達採用東洋電機製造的TDK-8150-A型直捲整流子電動機（端子電壓375V，額定電流285A，輸出95kW），每輛車各安裝4個單元。驅動裝置採用電機空心軸驅動方式，齒輪比為78:13=6.0，主控制器採用東京芝浦電氣的PE36-A型，並且安裝在每輛車上。考慮可靠性與方便維護，一個控制單元控制4個電動機（1C4M），主控制迴路則是將4個電動機串聯控制（永久4S），控制段數為加速13段與制軔13段。
轉向架為了能通過灣曲半徑30m的極小曲線，因此軸距為1,800mm，車輪輪徑為860mm的箱式螺旋彈簧轉向架，使用東急車輛株式會社製造的TS-330型。

#### 制軔設備
制軔設備採用電氣指令式制軔HRD-1型。承重機構可保持恆定的加速/減速，最大可達到容量的150％。基本上制軔裝置是一轉向架2個氣壓缸系統（均為保持型氣壓缸），煞車皮使用鑄鐵製造。列車設有空轉/打滑檢知系統，在列車發生空轉或打滑時，會在駕駛台中顯示警示燈以通知發生了打滑。另外，為了防止持續打滑，配有防打滑機構，當在發生打滑時按下限速開關並透過重新啟動電門施加弱制軔時，可以防止車輪的空轉。主電阻器安裝在屋頂上。在轉向架的下部中央安裝了兩個直徑為350 mm的撒沙用氣壓缸，通過操作駕駛室的開關，透過壓縮空氣將金剛砂瓦壓在導軌的上表面，用以增加車埨與鋼軌的摩擦力。 

#### 其他設備
在偶數車輛上，裝有7kVA電源輔助靜態逆變器（SIV）。每輛車階有安裝電動空氣壓縮機（CP）。每輛車車頂階有安裝菱形集電弓（PT1000S-M型）。在2019年的車輛更新工程中，B1編組已被更換成單臂式集電弓。編組的兩端都使用了住友金屬工業公司的KS22-C型密著式連結器。 
每輛車的末尾都裝有容量為360公升的水箱。在陡峭的灣曲線上，駕駛員會將水灑在陡峭的曲線上以減少行駛摩擦噪音。

## 歷史
1981年3月17日「BERNINA號」開始營運，剛登場時塗裝與小田急3000型(初代)相同，開始運行後，一直處於被受限運行的狀態。每個月的1日和16日都必須回送至生田車庫檢修。1982年榮獲鐵道之友會第25屆藍絲帶獎。
1984年10月15日，增購了一輛列車，並以「BERNINA II」開始運行，此時舊車尚未報廢。直到同年11月モハ3型113號及115號才正式退出運用。
1989年2000型推出後的同年10月至11月，「BERNINA」和「BERNINA II」塗裝改成與小田急10000型相同的塗裝設計。
2002年，「Bernina II」更改為與雷蒂亞鐵路車輛相同的塗裝設計，同年6月22日開始新塗裝開始營運。2004年「BERNINA號」與「BERNINA　II」進行冷氣裝設工程。由於「Bernina」的輔助電源的容量很小，因此難以確保用於冷氣的電源穩定供應。客室有落地式空調主機。在連接面設有緊急逃生門，並將「非」字型座椅改為固定橫座椅。再每個車門上都增設LED旅客行先資訊版，車廂配色以進行了更改，改造完成後於2004年4月24日開始營運，並且「BERNINA」開始以固定3輛編組營運。
為了紀念箱根登山鐵道自小田原馬車鐵道時代至2008年已開業120週年，「BERNINA II」恢復原始塗裝，於同年3月15日開始開行開業120週年紀念活動列車。

## 編成表

### 2輛編成（冷氣安裝前）
|          | ←出山・上大平台/方向小田原・大平台・強羅方向→ |                 |
| 型式     | クモハ1000 (Mc)                               | クモハ1000 (Mc) |
| 車輛編號 | 1002 1004                                     | 1001 1003       |
| 自重     | 35t                                           | 34.5t           |
| 搭載機器 | CON,SIV,CP,PT                                 | CON,SIV,CP,PT   |
| 載客量   | 107人                                         | 107人           |

### 3輛編成（冷氣安裝後）
|          | ←出山・上大平台/方向小田原・大平台・強羅方向→ |              |                 |
| 型式     | クモハ1000 (Mc)                               | モハ2200 (M) | クモハ1000 (Mc) |
| 車輛編號 | 1002 1004                                     | 2201 2202    | 1001 1003       |

Mc：駕駛馬達車
M：馬達車
CON：主控制器
SIV：輔助電源
CP：空氣壓縮機
PT：集電弓

## 外部連結
- 1000形 （页面存档备份，存于） - 箱根登山鐵道官方資料 車輛介紹